# Dedicatoria
Dedicatoria è un film del 1980 diretto da Jaime Chávarri, presentato in concorso al Festival di Cannes 1980 .

## Riconoscimenti
- Sant Jordi Awards 1980
  - Mejor interpretación en película española a Patricia Adriani